# Castell de Viljandi
Castell de Viljandi, també anomenat Uiljandi, és un cèlebre castell de l'Orde Teutònic a Estònia situat al centre de la ciutat emmurallada del mateix nom.
Fornit pels cavallers de l'Orde i soldats mercenaris, fou ordenada la seva conquesta pel tsar, al generals Kurbsky i Metisalrosky, prínceps russos, per reputar-la d'una gran importància; però estava entossudit a conservar el domini el seu mestre Fürstenberg. Fins a tres assalts consecutius refusaren els cavallers, després de restar la ciutat convertida en cendres.
Tots els seus esforços resultaren inútils per la manca de recursos, ja que els mercenaris, en quedar el gran mestre en descobert amb ells, entraren amb negociacions amb els russos, Abans de deixar-los anar, Fürstenberg els oferí les seves joies i fins i tot els suplica de genolls que no l'abandonessin, però els traïdors li arrancaren les claus que portava al cinturó i després de robar-li els objectes preciosos de l'Orde i dels cavallers i obtenint d'ell, per la violència, un salconduit, coronaren la seva fellonia, obrint a l'enemic les portes del castell.
Així caigué Viljandi en poder dels russos el 26 d'agost de 1560. Fet presoner Fürstenberg i portat a Moscou, morint poc temps després a Kolomna. Passada la traïció, els mercenaris foren desposseïts pels russos dels tresors robats i foren desarmats, havent de fugir de la venjança dels cavallers de l'Orde, que els perseguiren sense treva, matant a molts d'ells.
Des de llavors el castell de Viljandi fou el punt de partida de les posteriors campanyes dels russos, pel qual posaren tot el seu esforç en conservar-lo i defensar-lo bé.

Dibuix de la reconstrucció del castell de Viljandi